# JR貨物UT15K形コンテナ
UT15K形コンテナ（UT15Kがたコンテナ）は、日本貨物鉄道（JR貨物）輸送用として籍を編入している、20 ft形の私有コンテナ（タンクコンテナ）である。

## 概要
本形式の数字部位 「 15 」は、コンテナの容積を元に決定される。このコンテナ容積15 m3の算出は、厳密には端数四捨五入計算の為に、内容積14.5 m3 - 15.4 m3の間に属するコンテナが対象となる。
また形式末尾のアルファベット一桁部位 「 K 」は、恒常的に鉄道輸送するISO 668規格の国際海上コンテナを私有化した、危険品タンクコンテナに付与されている。

## 特記事項
もともと、国際的なタンクコンテナの内容物は、液体又は気体類である。従って、海上コンテナ由来の本コンテナでは、日本国内仕様の鉄道用私有タンクコンテナにみられるような粉末又は、粒状貨物類は積載できない。
また海上輸送危険物用タンクコンテナへ積荷を充填する際の注意点は、原則として充填率80 %以上、95 %以内に収める規定として、国連機関で定めている危険物輸送の規則（IMDG ＝ International Maritime Dangerous Goods Code）がある。

## 番台毎の概要

### 98000番台
98001 - 98008【8個】
ボルテックスセイグン所有、クロロホルム専用（化成品表記＝毒60）。最大総重量23.85 t（規格外・ハローマーク = G表記）。海上コンテナ専用タイプコード (20 T6)。コンテナ両端上部に、積載時の方向を指定するために「前」・「後」の表記がある。旧式の貨車である「コキ50000積載禁止」表記あり。タンク保護枠付き四角形外観。2段積可能。
98009 - 98011【3個】
みなと運送所有、液体苛性ソーダ（化成品表記＝侵81）専用。最大総重量24.0 t（規格外・ハローマーク = G表記）。海上コンテナ専用タイプコード (20 K2)。コンテナ両端上部に、積載時の方向を指定するために「前」・「後」の表記がある。旧式の貨車である「コキ50000積載禁止」表記あり。タンク保護枠付き四角形外観。2段積可能。
98012 ・ 98013【2個】
ボルテックスセイグン所有、クロロホルム専用。最大総重量24.0 t（規格外・ハローマーク = G表記）。海上コンテナ専用タイプコード (20K2)。コンテナ両端上部に、積載時の方向を指定するために「前」・「後」の表記がある。
※旧式コキ貨車全廃後の登録のために、「積載貨車制限」などの表示はない。タンク保護枠付き四角形外観。2段積可能。

## 外部サイト
- コンテナの絵本
- コンテナ日和